# ۴۹۲ (خورشیدی)
۴۹۲ چهارصد و نود و دومین سال هجری خورشیدی است.